# Freire (déu)
Freire o Frei (en norrè Freyr o Frey) és el déu germànic de la fertilitat. El seu nom significa senyor en norrè occidental antic i no era el nom propi d'aquesta divinitat, sinó un simple tractament. Aquest fet es podria tractar del tractament convertit en nom a causa del tabú que implicava el nom del déu, el nom del qual era potser desconegut i tot o simplement no s'emprava (un fet semblant es pot trobar en els textos bíblics, on Jahvè és sovint substituït per adonai (Senyor)). La primera notícia que tenim d'aquest déu en els textos mitològics és al desè capítol de la Saga dels Ynglings, en el qual apareix com a avantpassat del rei de Suècia amb el nom de Yngvi i al capítol onzè és anomenat com a pare de Fjölnir sota el nom d'Yngvi-Freyr. Per això, està etimològicament relacionat amb el nom de la tribu germànica dels ingevons. La unió en protogermànic d'aquests noms donaria *iŋgʷija-frau̯ʝaz (senyor dels ingevons).

## Mitologia
Frey pertany a l'estirp divina dels vanis, que són principalment déus de la fertilitat. Sorgí de l'incest de Niord, presumptement amb la seva germana Nerthus. Al principi estava casat amb la seva germana Freia, la qual Odin prengué com a muller, i després es casà amb la filla del tità Gymir del Jötunheim. El seu fill Fjölnir esdevingué un dels reis mítics de Suècia. Després de la guerra entre les estirps divines dels ansos i els vanis, Frey fou pres pels Æsir com a ostatge.
El seu servent, el fidel Skirnir, el qual el va ajudar a trobar la seva esposa, per la qual cosa fou recompensat amb l'espasa de Frey, sol acompanyar-lo en els seus viatges. Segons el poema èddic Skírnismál la seva muller és Gerdr, una dona increïblement bella, filla dels gegants Gymir i Aurboda. Skirnir guanyà la dona a Frey, quan la veié des del Hliskjalf d'Odin, i només mitjançant suborns, amenaces i encantaments aconseguí casar-se amb ella, perquè Gerdr no es volia casar pas amb Frey. Per aquest crim, Frey, sense espasa, s'entregarà desarmat al gegant de foc Surtr i haurà de morir.
Frey té la nau, construïda pels nans, Skíðblaðnir, en la qual hi caben tots els ansos amb armadura, i que sempre salpa amb el vent en popa, tant se val d'on es tracti. El nan Brokk forjà el senglar d'or Gullinbursti (el de la cerra d'or). També rep el nom de Slíðrugtanni (el dels ullals perillosos). Ell condueix pels camins de Frey, camina per l'aire i per damunt l'aigua i il·lumina la nit amb la seva cerra.
El verro i el cavall són els animals sagrats de Frey. A l'antiguitat, se li sacrificaven verros. Per això el verro és el símbol arcaic de la monarquia sueca. La posició especial del cavall dins el culte nòrdic apareix posteriorment amb les sagues. Quan Olaf Tryggvason destruí el santuari de Frey, cavalcà el seu cavall sagrat i els seus homes les seves eugues, ja que hi havia el tabú que els cavalls sagrats no s'havien de cavalcar.
Ell és el senyor de la pluja i la llum del sol i com a déu de la fertilitat s'encarrega de vigilar el creixement de les plantes. El seu centre de culte era Uppsala on se l'adorava juntament amb Tor i Odin i en el qual, segons Saxo el Gramàtic, era conegut amb els noms de Fricco i Frø. Saxo escrigué que allà s'hi havia de sacrificar anualment una víctima d'Hadingus (un rei mític de Dinamarca) i els seus descendents. Posteriorment, Adam de Bremen ens diu que aquest sacrifici d'homes i animals només tenia lloc cada 9 anys.
Saxo el Gramàtic escrigué que Hadingus sacrificà al déu Frø una víctima expiatòria. Aquesta víctima se la considera Frey mateix. Si realment es tractava de Frey, no se sap amb seguretat i no sembla creïble, ja que no hi ha cap mena de connexió etimològica. La Saga dels Ynglings ens informa que Fróðafriðr havia dut, durant el regnat del rei mític Frey, bones collites ininterrompudament. Per això s'identifica en la investigació d'aquests textos a Froði amb Frey. Etimològicament això també és plausible, ja que Froda en suec antic significa fertilitat o abundància. A causa d'això segurament es tracta d'un déu fàlic, la qual cosa s'adequaria a les representacions de Fery amb un fal·lus gegant.